# Колёса фортуны
«Колёса фортуны» (англ. The Wheels of Chance) — роман английского писателя Герберта Уэллса, написанный в 1896 году. Это первый бытовой роман Уэллса, который он написал после того, как его раскритиковали за «мрачность повествования» в романе «Машина времени».

## Публикация
Роман был впервые опубликован в 1896 году издательством «J. M. Dent & Co» (Лондон). В 1935 году роман был опубликован под одной обложкой с «Машиной времени» в рамках серии классической литературы Everyman's Library.

## Сюжет
Мистер Хупдрайвер (англ. Hoopdriver — «катящий колесо») работает продавцом во Дворце тканей в Путни. Его жизнь не отличается разнообразием. Единственное его увлечение — это велосипед, на котором он с трудом научился кататься. Однажды его друзья советуют ему отправиться в путешествие на велосипеде по Южной Англии. Мистер Хупдрайвер выезжает на следующее утро. Именно во время этого путешествия происходит самый интересный случай в жизни мистера Хупдрайвера, который навсегда оставит в его памяти Юную Леди в Сером.